# Tapinoma longiceps
Tapinoma longiceps é uma espécie de formiga do gênero Tapinoma.